# Evald Voitk
Evald Voitk (auch Evald J. oder Evald Johannes, sowie auch Woitk, * 14. Julijul. / 27. Juli 1907greg. in der Gemeinde Valgjärve; † 29. Oktober 1976 in Toronto) war ein estnischer Journalist, Schriftsteller und Dramatiker.

## Leben
Evald Voitk besuchte das Hugo-Treffner-Gymnasium in Tartu sowie von 1930 bis 1932 die Pallas-Kunsthochschule, deren früherer Direktor Konrad Mägi sein Onkel war. Wegen einer Rot-Grün-Sehschwäche brach er das dortige Studium jedoch ab. In den 1930er-Jahren arbeitete er bei diversen Zeitungen, nach der Sowjetisierung Estlands im Juni 1940 wurde er entlassen. Während der deutschen Besatzung von Estland floh er 1943 nach Finnland und 1944 weiter nach Schweden. In Stockholm arbeitete er als Archivar und Fotograf, 1955 übersiedelte er nach Kanada, wo er als Zinkograf arbeitete und später freiberuflich war.
Voitk war 1933 federführend bei der Gründung einer sogenannten „Vereinigung von Volksschriftstellern“ (estn. Eesti Rahvuskirjanike Ühing bzw. Liit), die der von Konstantin Päts verbotenen Freiheitskämpferbewegung nahegestanden hatte. Diese Vereinigung leistete sich hitzige Debatten mit dem Estnischen Schriftstellerverband, bestand letztlich aber nur aus relativ unbekannten Autorinnen und Autoren und ging 1935 wieder ein.

## Werk
Voitk veröffentlichte in den 1930er-Jahren einige Gedichtbände, die von der Rhetorik her der Politik der Freiheitskämpfer nahestanden, weswegen der Autor in Konflikt mit der Polizei geriet. Seine Schauspiele behandelten zum Teil den Estnischen Freiheitskrieg. Sein Prosadebüt wurde als „Unterhaltungslektüre für die anspruchslosen größeren Massen“ abqualifiziert, wenngleich dieselbe Kritikerin auch durchaus positive Passagen fand. Seine späteren Erinnerungen (Die Straße der Erinnerungen I, 1959) sind für ihre gute Lesbarkeit gelobt worden, jedoch ist trotz der „I“ im Titel kein zweiter Band erschienen.
Nach seiner Flucht veröffentlichte Voitk auch einen Roman auf Finnisch, Kevätmyrskyt ('Frühlingsstürme'), der trotz der Titelähnlichkeit nicht mit seinem Gedichtdebütband von 1933 zu verwechseln ist. Auf Estnisch ist dieser Roman nicht erschienen.

## Bibliografie
- Kevadtuuli ('Frühlingswinde'). Tartu: Eesti Rahvuskirjanikkude Liit 1933. 37 S.
- Mardika tee ('Der Weg des Käfers'). Tartu: Eesti Rahvuskirjanikkude Ühing 1934. 41 S.
- Laternasüütaja tütar. Näidend kolmes vaatuses ('Die Tochter des Laternenanzünders. Schauspiel in drei Akten'). Tallinn: Autorikaitse Ühing 1936. 74 S.
- Valga langes. Draama kolmes vaatuses Vabadussõjast ('Valga fiel. Drama aus dem Freiheitskrieg in drei Akten'). Tallinn: Autorikaitse Ühing 1936. 51 S.
- Eile ja täna ('Gestern und heute'). Tartu: Postimees 1937. 170 S.
- Oruveski õnnepäevad ('Die glücklichen Tage von Oruveski'). Tallinn: s.n. 1939. 88 S.
- Kevätmyrskyt (finnisch; 'Frühlingsstürme'). Suomentanut Eino Parikka. Helsinki: Karhu 1946. 159 S.
- Maa põleb... ('Die Erde brennt…'). Vadstena: ORTO 1946. 295 S.
- Kui aknad valgenevad ('Wenn die Fenster hell werden'). Vadstena: Orto 1948. 335 S.
- Mälestuste tänav I ('Die Straße der Erinnerungen I'). Toronto: ORTO 1959. 327 S.